# Pałac Belém
Pałac Belém (port. Palácio Nacional de Belém, dosłownie Narodowy Pałac Betlejemski) – pałac w Lizbonie, oficjalna siedziba prezydentów Portugalii.
Pałac znajduje się na przedmieściach Lizbony, w dzielnicy Belém (co po portugalsku oznacza Betlejem), od której czerpie swoją nazwę. Został wzniesiony w XV wieku przez króla Manuela I. Później stał się własnością książąt Aveiras. Na początku XVIII wieku król Jan V odkupił pałac i przywrócił go rodzinie panującej. Przeprowadził także gruntowną renowację. Za czasów królowej Marii I przy pałacu powstał ogród zoologiczny, gdzie trzymano zwierzęta przywiezione z Afryki. 
Po zmianie ustroju Portugalii na republikański w 1912, pałac stał się siedzibą prezydentów. Osoby pełniące ten urząd mają możliwość mieszkania w pałacu, jednak część z nich (np. Jorge Sampaio) używała go jedynie jako biura, woląc nadal korzystać ze swoich prywatnych domów. W dawnej ujeżdżalni przy pałacu działa Narodowe Muzeum Powozów, posiadające jedną z bogatszych na świecie kolekcję karet i konnych zaprzęgów.